# فرد كيلسي
فرد كيلسي (بالإنجليزية: Fred Kelsey)‏ هو كاتب سيناريو ومخرج وممثل أمريكي، ولد في 20 أغسطس 1884 في ساندوسكي في الولايات المتحدة، وتوفي في 2 سبتمبر 1961 في هوليوود في الولايات المتحدة.

## أعمال

### أفلام
- (1937) في شيكاغو القديمة
- (1941) قدم واحدة في الجنة[4][5]
- (1942) السيد جيم
- (1942) صف الملوك
- (1942) يانكي دودل داندي
- (1945) ميلدرد بيرس
- (1952) إداناتي الستة
- (1955) أن تمسك لصا[6]

## وصلات خارجية
- فرد كيلسي على موقع IMDb (الإنجليزية)
- فرد كيلسي على موقع ألو سيني (الفرنسية)
- فرد كيلسي على موقع أول موفي (الإنجليزية)
- فرد كيلسي على موقع قاعدة بيانات الأفلام السويدية (السويدية)
- فرد كيلسي على موقع قاعدة بيانات الفيلم (الإنجليزية)
- فرد كيلسي على موقع كينوبويسك (الروسية)